# اولاد زیدان
اولاد زیدان (به فرانسوی: Ouled Zidane) یک شهرک در مراکش است که در استان برشید واقع شده‌است. اولاد زیدان ۶٬۴۳۴ نفر جمعیت دارد.